# Emporia (Kansas)
Emporia ist eine Stadt im US-Bundesstaat Kansas und der Verwaltungssitz des Lyon County mit 24.139 Einwohnern (Stand: Volkszählung 2020).

## Geografie
Emporia liegt im östlich-zentralen Kansas, zwischen Topeka und Wichita an der Kreuzung der U.S. Route 50 mit den Interstates 335 und 35 am Kansas Turnpike. Der Neosho River fließt entlang der Nordseite der Stadt. Der Cottonwood River, einer seiner Nebenflüsse, fließt am südlichen Rand der Stadt und zweier großer Stadtparks, Peter Pan und Soden's Grove, entlang; die beiden Flüsse treffen sich in der Nähe der östlichen Grenze von Emporia und fließen nach Südosten, um sich in Oklahoma mit dem Arkansas River zu vereinen.

## Geschichte
Emporia wurde 1857 gegründet und erhielt seinen Namen vom antiken Karthago, einem Ort, der als ein wohlhabendes Handelszentrum bekannt war.
Im Jahr 1864 erhielt die Union Pacific Railway, Southern Branch (später Missouri-Kansas-Texas Railroad) Landzuweisungen, um von Fort Riley nach Emporia zu bauen. Die Strecke erreichte Emporia schließlich 1869 und war damit die erste Eisenbahnlinie, die die aufstrebende Stadt bediente. Im Juli 1870 erreichte eine zweite Eisenbahnlinie, die Atchison, Topeka and Santa Fe Railway, Emporia, und in den Jahren nach dem amerikanischen Bürgerkrieg wurde die Stadt zu einem boomenden Eisenbahnknotenpunkt. 1888 stiftete der Eisenbahnmanager und Pädagoge John Byers Anderson seine persönliche Bibliothek dem College of Emporia, um seinen 50. Hochzeitstag zu feiern, und sein ehemaliger Mentor Andrew Carnegie spendete zusätzliche Mittel, um eine Bibliothek zu Andersons Ehren zu bauen (unter der Bedingung, dass das neue College seine Hypothek abbezahlt).
Im Jahr 1953 wurde in Emporia der erste Veteranentag in den Vereinigten Staaten begangen. Auf Drängen des örtlichen Schusters Alvin J. King brachte der US-Abgeordnete Edward Rees eine Gesetzgebung in den Kongress der Vereinigten Staaten ein, um den Armistice Day in Veterans Day umzubenennen. Präsident Dwight D. Eisenhower unterzeichnete das Gesetz am 8. Oktober 1954.
Am 8. Juni 1974 wurde Emporia von einem Tornado heimgesucht, der sechs Menschen tötete, 200 Menschen verletzte und 25 Millionen Dollar Schaden verursachte.

## Demografie
Nach der Schätzung von 2019 leben in Emporia 24.598 Menschen. Die Bevölkerung teilte sich im selben Jahr auf in 87,1 % Weiße, 3,0 % Afroamerikaner, 0,6 % amerikanische Ureinwohner, 2,7 % Asiaten und 4,7 % mit zwei oder mehr Ethnizitäten. Hispanics oder Latinos aller Ethnien machten 27,2 % der Bevölkerung aus. Das mittlere Haushaltseinkommen lag bei 40.525 US-Dollar und die Armutsquote bei 20,5 %.
| Jahr | Einwohner¹ |
| ---- | ---------- |
| 1900 | 8.223      |
| 1950 | 15.669     |
| 1960 | 18.190     |
| 1970 | 23.327     |
| 1980 | 25.287     |
| 1990 | 25.512     |
| 2000 | 26.760     |
| 2010 | 24.916     |
| 2020 | 24.139     |

¹ 1950 – 2020: Volkszählungsergebnisse

## Bildung

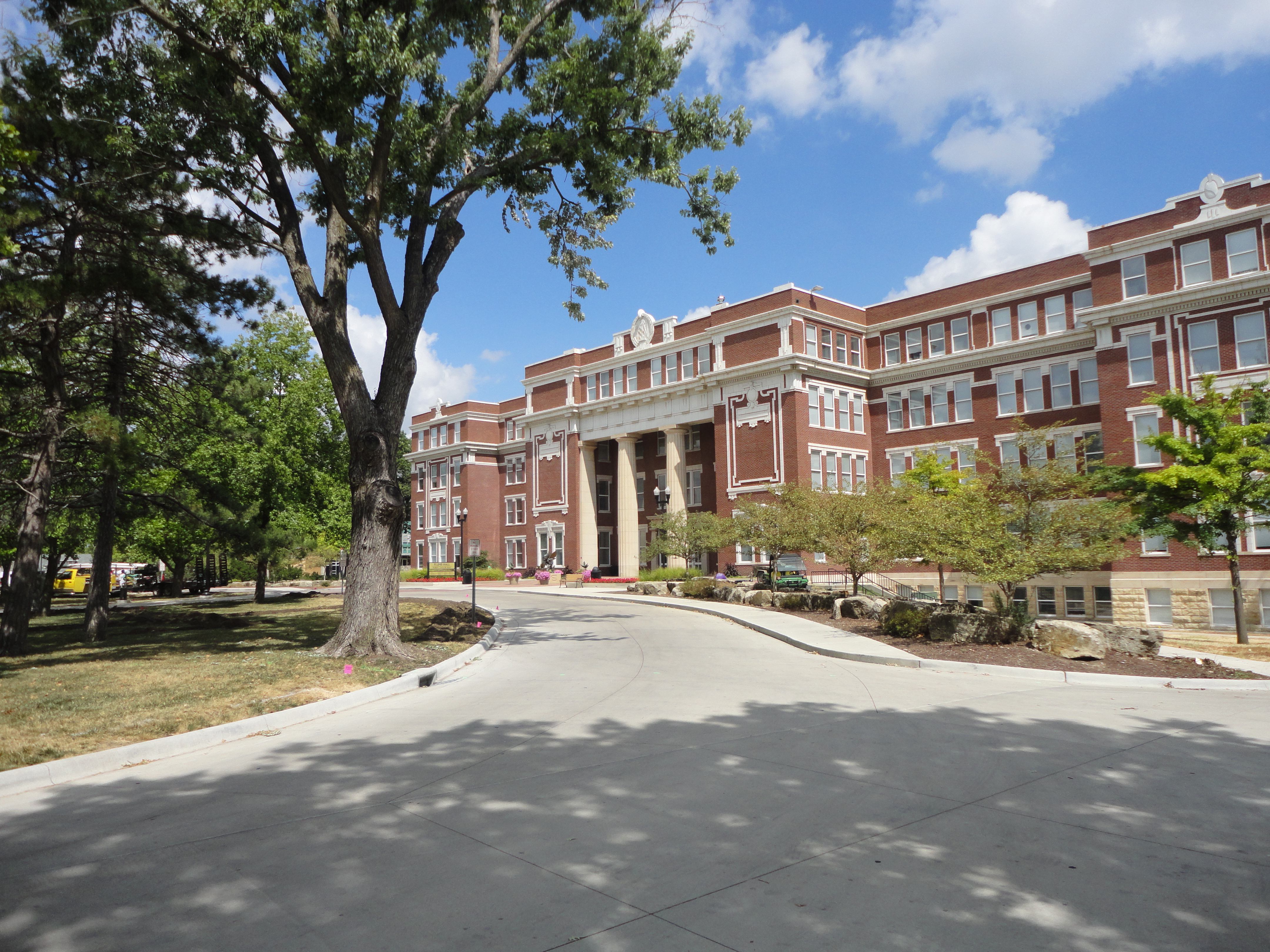
Emporia State University

Emporia ist die Heimat der Emporia State University und des Flint Hills Technical College. Von 1882 bis 1974 existierte zusätzlich das private College of Emporia.

## Transport
Die Stadt wird vom Emporia Municipal Airport sowie dem städtischen Bussystem Lyon County Area Transportation (LCAT) bedient. Die Stadt hatte einst eine Amtrak-Haltestelle und wurde täglich von den nach Osten und Westen fahrenden Southwest Chiefs angefahren. Die Station wurde 1997 aufgelöst, zwei Jahre bevor ein Feuer die Station zerstörte. Im Jahr 2014 wurden lokale Bemühungen gestartet, um die Station zurückzubringen.
Die Stadt liegt an der US Route 50, Interstate 335 und der Interstate 35.

## Söhne und Töchter der Stadt
- Vernon Lyman Kellogg (1867–1937), Entomologe, Evolutionsbiologe und Hochschullehrer
- William Allen White (1868–1944), Journalist, Politiker und Schriftsteller
- Maud Wagner (1877–1961), Zirkusartistin und Tätowiererin
- Edward Herbert Rees (1886–1969), Politiker
- William Lindsay White (1900–1973), Journalist, Verleger und Schriftsteller
- Arthur L. Samuel (1901–1990), Elektroingenieur und Informatiker
- Paul Samson (1905–1982), Schwimmer und Wasserballspieler
- Thelma Hill (1906–1938), Schauspielerin
- Frank A. Beach (1911–1988), Biopsychologe und Ethologe
- Dean Smith (1931–2015), Schauspieler
- Keith Waldrop (1932–2023), Poet, Übersetzer, Verleger und Hochschullehrer
- R. Lee Ermey (1944–2018), Schauspieler
- Jack Mouse (1946–2024), Jazzmusiker
- Mark Essex (1949–1973), Serienmörder
- Daniel Frederick Hart (* 1976), Musiker und Filmkomponist
- Clint Bowyer (* 1979), Rennfahrer
- Cady Groves (1989–2020), Sängerin